# نورمان سميث (لاعب كرة قدم)
نورمان سميث (بالإنجليزية: Norman Smith) (25 فبراير 1982 بكيمبرلي في جنوب أفريقيا - ) هو لاعب كرة قدم جنوب أفريقي في مركز الهجوم. شارك مع منتخب جنوب أفريقيا لكرة القدم. أما مع النوادي، فقد لعب مع سوبر سبورت يونايتد ونادي جومو كوزموز ولمونتفيل غولدن أروز ‏ وLouisvale Pirates ‏ وماريتزبرغ يونايتد ‏ وتاندا رويال زولو ‏ وUnited F.C. (South Africa) ‏.

## وصلات خارجية
- نورمان سميث على موقع قاعدة بيانات كرة القدم.إي يو (الإنجليزية)
- نورمان سميث على موقع ناشيونال فوتبول تيمز (الإنجليزية)